# Китайский жестовый язык
Китайский жестовый язык (кит. трад. 中國手語, упр. 中国手语, пиньинь zhōngguó shǒuyǔ, палл. чжунго шоуюй, КЖЯ) — жестовый язык, распространённый в Китае.
Возник в школах-интернатах в конце XIX века, широко используется в образовательной системе. Предпринимаются усилия по документации и стандартизации. Фонология типична для жестовых языков, синтаксис сильно отличается от севернокитайского языка, несмотря на значительное влияние последнего. Пальцевый алфавит одноручный, используется редко. В китайском жестовом языке есть пласт заимствований из севернокитайского, в основном представляющих демонстрацию иероглифов руками или их рисование в воздухе.

## Прочие системы
Калькирующая жестовая речь на основе севернокитайского языка именуется «жестовым китайским языком» (кит. трад. 手勢漢語, упр. 手势汉语, пиньинь shǒushì hànyǔ, палл. шоуши ханьюй).

## История и современное положение
До появления КЖЯ в Китае существовали домашние жестовые системы. Формирование китайского жестового языка началось после основания первой школы-интерната для глухих в Яньтае в 1887 году, где использовался оралистский подход. Выпускники этой школы основывали другие учебные заведения-интернаты, где преподавание велось уже на жестовом языке.
Долгое время жестовый язык считался препятствием для интеграции глухих в китайское общество, и ещё в 1990 году в школах требовалось пользоваться исключительно звучащим китайским языком. В последующие годы отношение к жестовым языкам и глухим людям улучшилось как среди населения Китая в целом, так и в системе образования.
По состоянию на 2017 год китайский жестовый язык используется на всей территории Китайской Народной Республики, однако в Тибете помимо него в ходу тибетский, а в Гонконге — гонконгский жестовые языки. На Тайване глухие пользуются тайваньским жестовым языком, который относится к семье японского жестового языка. Число носителей КЖЯ неизвестно, число глухих и слабослышащих оценивается в 20,57 млн (2006).
Китайский жестовый язык используется в сотнях учебных заведений для глухих, от детских садов до университетов, а также в СМИ. Образованные глухие Китая обычно владеют как КЖЯ, так и севернокитайским языком.
Китайский жестовый язык не распознаётся как язык на национальном уровне, его не включают в список языков КНР.

### Изучение и документирование
Стандартизация китайского жестового языка ведётся под эгидой Китайского общества глухих с конца 1950-х годов. Его слышащие члены составили и опубликовали «Иллюстрированный словарь языка глухих», который переиздавался в 1979 и 1987 годах, в 1992 году было выпущено дополнительное издание, а в 2003 году — переиздание, переименованное в «Чжунго шоуюй» («Китайский жестовый язык»).
«Чжунго шоуюй» является основным словарём китайского жестового языка, однако его критикуют за неразличение диалектных жестов, обилие калек с китайского, включение значительного количества дактиля, который глухими не используется, а также то, что много распространённых жестов в него не включено.
Инициатива Китайского общества глухих по составлению словника из 5000 китайских слов и созданию жестов для понятий, отсутствующих в «Чжунго шоуюй», не увенчалась успехом из-за сопротивления глухих. При этом усилия по стандартизации КЖЯ привели к тому, что молодые носители используют жесты из «Чжунго шоуюй», а пожилые — нестандартные.

### Диалекты
Основные диалекты — южный (шанхайский) и северный (пекинский). Во многих крупных городах, где давно работают школы для глухих, есть собственные диалекты: тяньцзиньский, чунцинский, нанкинский и так далее. Во многих школах также появляются местные диалектизмы, отличия в стиле производства жестовой речи, количества дактилируемых понятий и так далее. Диалекты китайского жестового языка взаимопонятны, отличия между ними в основном лексические.
Из-за распространённости в столице орализма в пекинском диалекте КЖЯ появилось множество жестов-каламбуров, основанных на китайском произношении, и заимствований из китайского, в том числе в грамматике. В шанхайском диалекте больше визуально мотивированных жестов.
В целом на территории Китая влияние более старого шанхайского диалекта сильнее, чем пекинского. Оно особенно выражено на западе и востоке страны, тогда как в центральной части Китая (Сиань и Чжэнчжоу) и на юго-западе ощущается влияние и пекинского, и шанхайского.

## Лингвистическая характеристика

### Фонология
В фонологическом отношении КЖЯ демонстрирует типичные для жестового языка особенности: инвентарь элементов жеста и базовая фонология там похожи на хорошо изученные жестовые языки. Большинство жестов задействуют обе руки, пальцевый алфавит одноручный. Заимствования с использованием пальцевого алфавита и демонстрирующие иероглифы усложняют фонологию китайского жестового языка аналогично тому, как это происходит со звучащими языками. Также, аналогично другим жестовым и звучащим языкам, в КЖЯ широко распространена ассимиляция по месту формирования жеста и в движении.

### Морфология
Основная масса базовых слов содержит одну морфему, многоморфемные слова формируются в основном сложением морфем, словоизменение встречается редко.
- ЖЕНА: ЖЕНИТЬСЯ + ЖЕНЩИНА, с удалением последнего движения в первой морфеме[12].

В китайском жестовом языке нет грамматических категорий рода, падежа и времени. При этом в данном языке очень часто встречается словоизменение, вызванное согласованием слов: актора и действия, действия и объекта, субъекта и объекта, места совершения действия.
Части речи однозначно не установлены, имеются существительные, глаголы, числительные, местоимения, наречия, прилагательные и союзы, а также глагольные классификаторы. Обычна конверсия глаголов в существительные.

##### Глаголы
Глаголы делятся на простые (ЗНАТЬ, ЛЮБИТЬ), согласовательные (ДАВАТЬ, ПОМОГАТЬ) и пространственные (БРАТЬ), также иногда выделяют двунаправленные глаголы (КОММУНИЦИРОВАТЬ).
Совершенный вид глагола выражается поворотом кисти ладонью вверх (это грамматикализованная форма жеста ЗАКОНЧИТЬ), многократное действие выражается редупликацией, длительный вид глагола — удлинением соответствующего жеста. Множественное число существительных также выражается редупликацией или размашистым производством жестов.

##### Личные имена
Глухие часто имеют жестовое имя, которое может отражать форму или размер их тела, особенности внешности и причёски, часто надеваемую одежду, социальную роль («учительница», «чиновник»), либо быть заимствованием иероглифов или первой буквы пиньиня в их имени

#### Прочие части речи
Личные местоимения единственного числа произносятся с кистью в форме знака пальцевого алфавита «D», двойственного — с кистью в форме «V».
Глагольные классификаторы для людей, крупных и небольших транспортных средств, животных, предметов и тому подобного часто инкорпорируются в глагол. Все классификаторы могут использоваться как замена соответствующего референта.
Союзов и наречий в КЖЯ немного: в первом случае причиной является молодость языка, а во втором — обилие нежестовых наречий, к примеру, при произнесении жеста ЧИСТЫЙ степень чистоты демонстрируется губами и выражением лица, они могут модифицировать также и глаголы движения.

### Синтаксис
В китайском жестовом языке велико влияние синтаксиса звучащего китайского. Основной порядок слов — SOV, популярен также SVO. КЖЯ — топиковый язык, и в нём часто встречаются конструкции, оканчивающиеся на глагол, типа ВЧЕРА ПРЕДСТАВЛЕНИЕ ЛЮБИТЬ («мне понравилось вчерашнее представление»). Слова, обозначающие время, стоят в начале предложения; частотны также конструкции, где зависимое слово стоит после главного: ПТИЦА ТРИ («три птицы»). В отличие от звучащего китайского, в КЖЯ разрешён порядок SOV, определяемое может стоять перед определителем, жест для специальных вопросов ставится в конец предложения, отрицательные жесты стоят после отрицаемого, числительное — после существительного и классификатора
Отрицание может выражаться жестами НЕТ или НЕ-ИМЕТЬ, качанием головы, жестами НЕ-ЛЮБЛЮ или НЕ-ВИЖУ, а также прерыванием жеста на середине. Маркеры отрицания обычно помещаются в конец предложения.
Вопросительные предложения образуются из утвердительных добавлением немануальных морфем или вопросительного жеста. Общие вопросы образуются либо по китайскому образцу («N не N»), либо поднятием бровей. Специальные вопросы требуют особого вопросительного слова, а также могут включать нахмуривание бровей. Синтаксически вопросительные предложения никак не оформляются. Вопросы, выражающие просьбу, образуются добавлением жестов ХОРОШО и ПЛОХО:
- ПОМОГАТЬ-МНЕ РИСОВАТЬ-КАРТИНУ ХОРОШО ПЛОХО
- «Поможешь мне нарисовать картину?»

Придаточные предложения делятся на параллельные и последовательные, границы придаточных маркируются немануальными выражениями: морганием, движениями бровей и тела, и так далее.

### Лексика
Пальцевый алфавит на основе пиньиня, используемый и в КЖЯ, и в калькирующей жестовой речи, носит название «китайский пальцевый алфавит» кит. трад. 漢語手指字母, упр. 汉语手指字母, пиньинь hànyǔ shǒuzhǐ zìmǔ, палл. ханьюй шоучжи цзыму. Появился в 1959 году и некоторое время существовал вместе с системой на основе чжуиня, однако, в отличие от пальцевых алфавитов европейских языков, употребляется очень ограниченно.
Кроме того, в китайском жестовом языке используются жесты, означающие китайские иероглифы, обычно эти жесты либо демонстрируют их напрямую, либо рисуют в воздухе: так, иероглиф «человек» (кит. 人) изображается прикосновением кончиков указательных пальцев, а иероглиф «десять тысяч» (кит. трад. 萬, упр. 万) — рисованием в воздухе крюка, представляющего собой правую нижнюю часть упрощённой версии этого знака. Иероглифические жесты включены в морфологические процессы: в пекинском диалекте КЖЯ слово «кто» образуется загибанием одного из указательных пальцев в жесте «человек».
Процент заимствований в КЖЯ довольно низок, для списка Сводеша он составляет менее 10. Вне базовой лексики, однако, имеется широкий пласт заимствованных и калькированных морфем; в словаре «Чжунго шоуюй» их около 3000. Словарь китайского жестового языка относительно невелик, однако он в значительной мере отличается от китайского: так, понятие «рот» (или «укус») выражается разными жестами в зависимости от того, какому именно животному принадлежит эта часть тела. Как и во многих других жестовых языках, в КЖЯ велико число жестов, инкорпорирующих числительные: так, понятие «четыре часа» выражается жестом «четыре» на сгибе кисти, где обычно носят наручные часы.
Пример предложения: «человек стоит под деревом».
- Калькирующая жестовая речь: ИМЕТЬ ОДИН [счётное слово] ЧЕЛОВЕК СТОЯТЬ ВОЗЛЕ ДЕРЕВО ПОД
- Китайский жестовый язык: ДЕРЕВО ДЕРЕВО-[счётное слово] ЧЕЛОВЕК-[счётное слово]